# Krywbas
Krywbas (ukr. Кривбас) – wieś na Ukrainie, w obwodzie dniepropetrowskim, w rejonie krzyworoskim, w hromadzie Łozuwatka. W 2001 liczyła 665 mieszkańców, spośród których 586 wskazało jako ojczysty język ukraiński, 78 rosyjski, a 1 inny.